# Johann Gottfried Olearius (1641-1675)
Johannes Gotofredus Olearius (1641–1675) (* Halle (Saale), 6 de Maio de 1641 † Burg (Magdeburgo), 24 de Janeiro de 1675) foi um teólogo luterano e pedago alemão. Era filho de Johannes Olearius (1611-1684) e pai de Johann Gottfried Olearius (1675-1712).

## Obras
- Theses De Animae Rationalis Immortalitate ... discutiendas P.P. M. Joh. Gottfridus Olearius (tese sobre a imortalidade dos animais), 1656
- Abacus Patrologicus, Sive Primitivae & Succedaneae, usque ad Augustae Reformationis a Theandro Luthero peractae periodum, Ecclesiae Christianae Patrum Atque Doctorum ... Alphabetica Enumeratio, 1673
- Hyacinth-Betrachtung darin die Hyacinth-Blum fürgestellt wird
- De Analysi Textuum Logico Rhetorica, 1656
- De magisterii honoribus Joh. Gottfr. Oleario gratulantur patroni fautores amici, 1656
- Disputationes theologicae, quibus fundamentum concordiae meditatae, 1663
- Poetische Erstlinge an geistlichen deutschen Liedern und Madrigalen ..., 1664